# مقاطعة تشوتاغوا (كانساس)
مقاطعة تشوتاغوا (بالإنجليزية: Chautauqua County)‏ هي إحدى المقاطعات في ولاية كانساس، الولايات المتحدة الأمريكية.